# やまどり (駆潜艇)
やまどり（ローマ字：JDS Yamadori, PC-312、ASU-90）は、海上自衛隊の駆潜艇。みずとり型駆潜艇の2番艇。艇名はヤマドリに由来する。

## 艦歴
「やまどり」は、昭和33年度計画甲型駆潜艇3012号艇として、1959年3月14日に藤永田造船所で起工され、1959年10月22日に進水、1960年3月15日に就役し、同日付で舞鶴地方隊隷下に新編された第4駆潜隊に「みずどり」とともに編入された。
1981年3月27日、特務艇に種別変更され船籍番号がASU-90となり、舞鶴地方隊直轄艇となる。
1985年3月27日、除籍。